# David Jato Miranda
David Jato Miranda (Campomanes, 1915-Madrid, 1978) va ser un polític i escriptor espanyol d'ideologia falangista.

## Biografia
Nascut el 1915 en la localitat asturiana de Campomanes, se'l considera un dels primers membres fundadors de la Falange el 1933 al costat del seu líder José Antonio Primo de Rivera (veure foto). Considerat un «camisa vella», va ser un membre fundador del Sindicat Espanyol Universitari (SEU) i va arribar a formar part de la seva direcció. Va ser així mateix redactor cap de la revista falangista Haz, assumint la direcció de la mateixa quan la resta de la directiva va ser empresonada. També va formar part de la Junta Política de Falange. Al març de 1936 David Jato va ser detingut i empresonat (igual que altres líders falangistes com José Antonio Primo de Rivera) va estar temps en la Presó Model (vegeu foto). David Jato va ser un dels pocs que es va deslliurar de ser afusellat. Algunes versions conten que després de l'esclat de la Guerra Civil va ser detingut per milicians republicans, encara que no va ser reconegut i amb posterioritat aconseguiria escapar. No existeixen registres d'aquests fets, encara que se sap que sí que va aconseguir escapar de diversos intents de detenció.
Va ser membre de la Cinquena columna. Va estar al capdavant de les «Banderes clandestines d'Assalt» de la Falange traient de Madrid de manera clandestina a persones perseguides o amenaçades per l'esquerra més radical. Algunes versions diuen que va realitzar també missions per al Servei d'Informació i Policia Militar (SIPM).

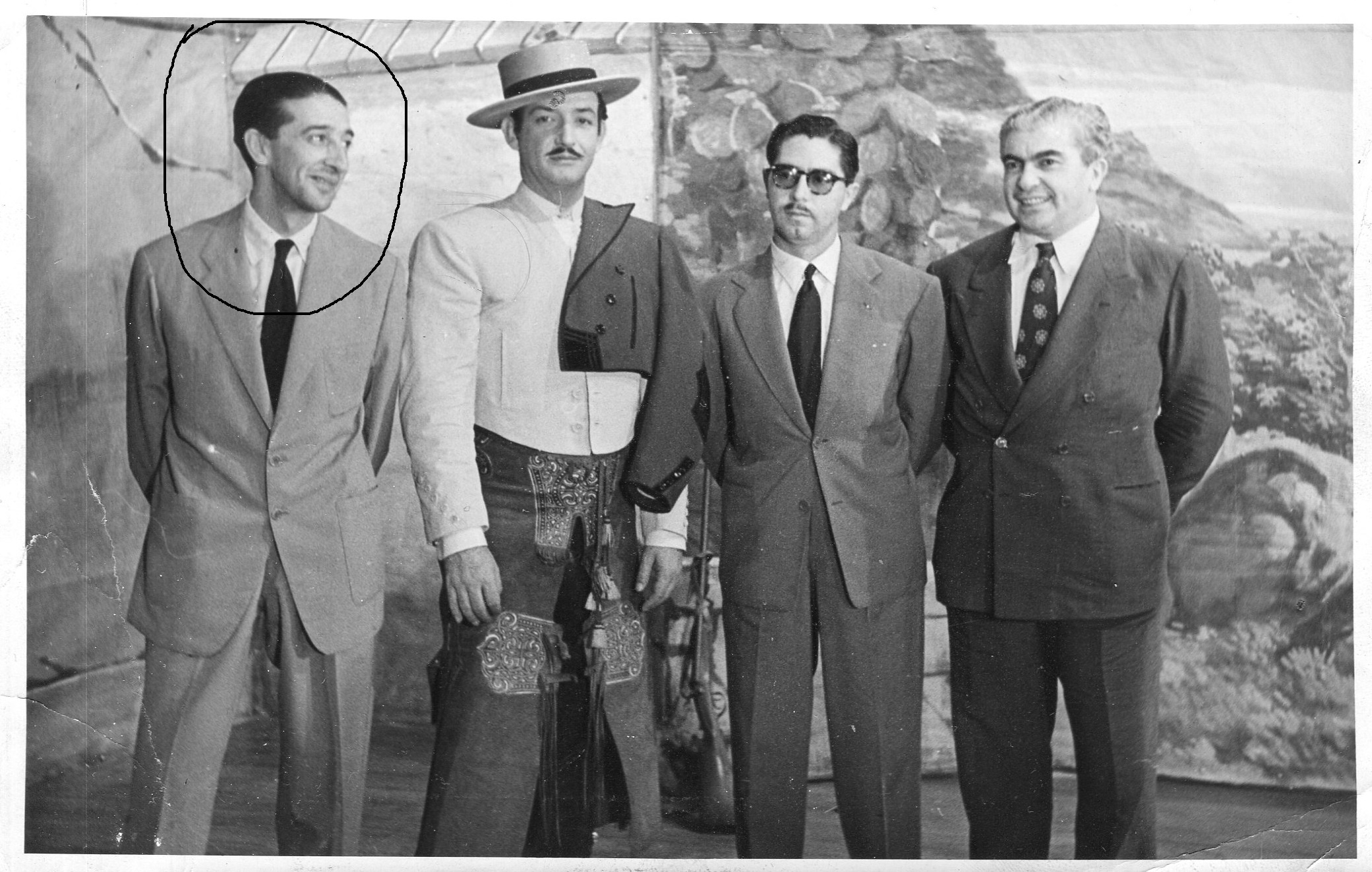
David Jato amb Jorge Negrete

Acabada la guerra, passaria a exercir diversos llocs polítics encara que en obert desacord amb les ideologies de Franco, generant-li moltes enemistats poderoses. Es va mostrar desil·lusionat, per exemple, amb la forma en què Franco es va ensenyorir del SEU i el va utilitzar per a fins polítics aliens als quals va ser fundat, sent molt crític respecte a la fusió d'aquest amb ell Frente de Juventudes o a la manera en que Franco va permetre a l'Opus Dei infiltrar-se en la política. A manera de desterrament polític per mostrar obertament les seves diferències amb el franquisme, Franco l'envia com a cap polític a un dels llocs més inhòspits, incomunicats i pobres d'Espanya: Las Hurdes (Luis Buñuel va realitzar el 1933 una pel·lícula documental anomenada Las Hurdes, tierra sin pan). Per a evadir el clima polític en contra seva i la perillosa possibilitat de ser assassinat (com comptaria més tard el seu amic i company Rafael García Serrano) va decidir allunyar-se de tot allistant-se a la Divisió Blava, arribant a combatre en el Front oriental. A Rússia va ser ferit de bala, la qual cosa li va portar a passar temps en un hospital de campanya en el qual exerciria de voluntari com a infermer. Al llarg de la seva vida tornaria a Rússia en diverses ocasions tornant-se un gran amant de la cultura d'aquest país. Al seu retorn, el 1942 va ser nomenat delegat nacional d'Informació i Recerca. Va renunciar i va rebutjar altres llocs d'importància en el sistema d'informació del govern franquista, per no estar d'acord amb els seus mètodes. També exerciria el lloc de delegat nacional de Propaganda, entre 1943 i 1945, col·laborant amb el ministre-secretari general José Luis Arrese. El 1945 crea i dirigeix el Sindicat Nacional de l'Espectacle (SNE), càrrec que va exercir entre 1944 i 1951. Ell mateix contava que la idea va sorgir en veure a la porta del Ministeri a una envellida actriu que captava dient que havia estat una gran estrella del cinema mut a Espanya. Després d'investigar i adonar-se que la història era certa, es va preocupar pel futur i la vellesa d'actors, actrius i altres persones vinculades al món de l'espectacle. Gràcies a ell, els toreros, artistes de circ i moltes branques dels oficis relacionats al cinema i el teatre van poder tenir per primera vegada un reconeixement laboral i gaudir de beneficis com ara la jubilació o la Seguretat Social. Aquest sindicat va mantenir la seva existència fins a la seva desaparició el 1977. David Jato va dirigir també la Mutualitat d'artistes. El 1953 va escriure i va publicar el llibre La Rebelión de los estudiantes que va generar moltes controvèrsies en el govern de Franco i va acabar per ser retirat de les llibreries. Va dirigir la revista Avanzada del Ministeri de Treball. També va exercir posteriorment com a director de Cinematografia, director de Cinespaña i Uniespaña.
Fou membre del Consell Nacional de FET y de las JONS i procurador a les Corts franquistes. D'una banda sempre va expressar un fort anticomunisme i defensa dels principis que van portar a la guerra, alhora que mai va deixar de ser molt crític amb les polítiques de Franco, preguntant-se en un discurs si no estarien equivocades, anomenant-les "polítiques monolítiques". També va ser hostil i obertament contrari a l'Opus Dei. Abans de morir va abandonar la militància en els partits de Falange i es va mostrar contrari a les idees d'aquests partits. Sentia que havien traït els ideals amb els quals es va fundar la Falange. Ell mateix en alguns articles de premsa i entrevistes va arribar a dir que la Falange, els seus ideals originals i la seva política havien mort. Va deixar publicats diversos llibres: La rebelión de los estudiantes (1953), Madrid, capital republicana (1976), Gibraltar decidió la guerra (1978).
Després d'una llarga malaltia, va morir a Madrid el 30 de maig de 1978.

## Obres
- —— (1953). La rebelión de los estudiantes.[c] CIES.
- —— (1972). La poesía en la dialéctica de José Antonio. Alicante.[20]
- —— (1976). Madrid, capital republicana. Barcelona: Ediciones Acervo.[21][22]
- —— (1978). Gibraltar decidió la guerra. Barcelona: Ediciones Acervo.[23]

## Bibliografia

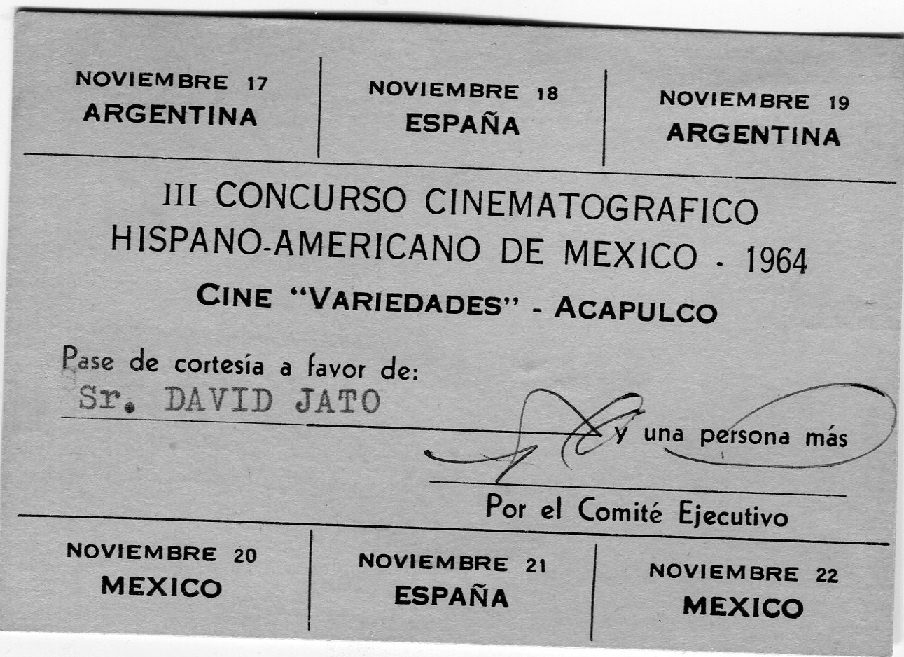
Credencial Festival Internacional de Cinema d'Acapulco 1964